# Шайкин, Есим Шайкенович
Есим Шайкенович Шайкин (1926—2002) — советский хозяйственный, государственный и политический деятель, первый секретарь Сергеевского райкома Компартии Казахстана. Герой Социалистического Труда (1976). Член КПСС с 1949 года.

## Биография
Родился 10 марта 1926 года в селе Ульго Петропавловского уезда Акмолинской губернии Казакской АССР.
С 1943 года в период Великой Отечественной войны в возрасте семнадцати лет Е. Ш. Шайкин начал свою трудовую деятельность колхозником в колхозе «Ульго». С 1944 года работал в должности счетовода в колхозе «Тегисшил» Пресновского района Северо-Казахстанской области Казахской ССР.
С 1944 года призван в ряды Рабоче-Крестьянской Красной армии и направлен в действующую армию на фронт. Участник Великой Отечественной войны в составе 2-й стрелковой роты 878-го стрелкового полка 290-й стрелковой дивизии 35-го стрелкового корпуса 3-й армии — командир отделения. Воевал на 2-м Белорусском фронте, участник штурма Кёнигсберга и взятия Берлина, на стенах поверженного рейхстага была написана фамилия Е. Ш. Шайкина. За участие в войне был награждён орденом Отечественной войны 2-й степени и Медалью «За отвагу».
С 1946 по 1950 годы служил в 480-м корпусном артиллерийском полку 380-й корпусной артиллерийской бригады.
С 1950 года после демобилизации из рядов Советской армии работал в должности библиотекаря Николаевской средней школы Пресновского района. С 1951 года — агент при уполномоченном Министерства заготовок СССР по Пресновскому району Северо-Казахстанской области. С 1951 по 1952 годы — директор Ново-Рыбинского маслозавода Пресновского района Северо-Казахстанской области.
С 1952 по 1955 годы работал инструктором Пресновского районного комитета КП Казахстана и первым секретарём Пресновского районного комитета комсомола. С 1955 года - председатель колхоза имени Кирова, с 1958 года - колхоза имени Абая Пресновского района. В 1957 году за трудовые отличия был награждён орденом Трудового Красного Знамени.
С 1959 по 1960 годы — управляющий Отделением совхоза «Будённовский» Пресновского района. С 1960 по 1962 годы обучался в Капланбекской сельскохозяйственной школе. С 1962 по 1970 годы работал директором совхозов «Заградовский» и «Тарангульский» Ленинского района Северо-Казахстанской области. В 1966 году за трудовые отличия был награждён орденом «Знак Почёта».
С 1970 по 1972 годы — председатель исполнительного комитета Соколовского районного Совета депутатов трудящихся. В 1971 году окончил заочное отделение Целиноградского сельскохозяйственного института. С 1972 по 1975 годы работал первым секретарём Московского районного комитета КП Казахстана.
10 декабря 1973 года Указом Президиума Верховного Совета СССР «За успехи в производстве зерна и других продуктов земледелия в 1973 году» Есим Шайкенович Шайкин был награждён Орденом Ленина.
С 1975 по 1985 год — первый секретарь Сергеевского районного комитета КП Казахстана.
24 декабря 1976 года Указом Президиума Верховного Совета СССР «за выдающиеся успехи, достигнутые во Всесоюзном социалистическом соревновании, проявленную трудовую доблесть в выполнении планов и социалистических обязательств по увеличению производства и продажи государству зерна и других сельскохозяйственных продуктов в 1976 году» Есим Шайкенович Шайкин был удостоен звания Героя Социалистического Труда с вручением Ордена Ленина и золотой медали «Серп и Молот».
С 1985 по 1994 годы — заведующий Северо-Казахстанским областным отделом социального обеспечения.
С 1994 года работал управляющим отделением и директором совхоза имени Кирова Жамбылского района Северо-Казахстанской области Казахстана.
С 1995 по 2002 годы избирался акимом Благовещенского сельского округа Жамбылского района Северо-Казахстанской области Казахстана.
Избирался членом Центрального комитета Компартии Казахстана.
Скончался 27 января 2002 года в селе Благовещенка Жамбылского района.

## Награды
- Медаль «Серп и Молот» (24.12.1976)
- Орден Ленина (10.12.1973; 24.12.1976)
- Орден Отечественной войны 2-й степени (11.03.1985)
- Орден Трудового Красного Знамени (11.01.1957)
- Орден «Знак Почёта» (22.03.1966; 03.03.1980)
- Медаль «За отвагу» (15.05.1945)
- Медаль «За взятие Берлина»
- Медаль «За взятие Кёнигсберга»
- Четыре Почётные Грамоты Президиума Верховного Совета Казахской ССР

### Звания
- Почётный гражданин города Сергеевка

## Память
- В 2004 году Сергеевской средней школе присвоено имя Е. Ш. Шайкина
- В селе Пресновка Жамбылского района одна из улиц названа в честь Е. Ш. Шайкина